# إيه واي-3-8910

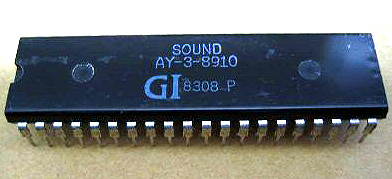
AY-3-8910 شرائح DIP 40

AY-3-8910 هو مولدات الصوت قابلة للبرمجة ثلاثي (PSG) والذي صممته شركة [General Instrument]، أساسًا من أجل الاستخدام مع معالج دقيق [CP1610] 16 بت أو أي من سلسلة PIC1650 للحواسب الدقيقة 8 بت. وقد أصبح معالج AY-3-8910 وأشكاله المختلفة من الرقائق المشهورة في العديد من [ماكينات ألعاب الفيديو]، وتم استخدامه في نظام لعبة فيديو لكل من [Intellivision] و[Vectrex] ونظام لعبة فيديو وصخر (شركة) و[الاتاري Atari ST] وأمستراد سي بي سي و[Oric 1] والحاسب [Colour Genie] والحاسب [ Elektor TV Games] والحواسب المنزلية [ZX Spectrum 128/+2/+3] وكذلك كارت الصوت [Mockingboard] وسلسلة أبل II. وكذلك تم إنتاجه بترخيص من شركة ياماها (مع تعديلات صغيرة، وهي تعريف مقسمات التردد، مع تحليل مزدوج لكن مع منصة حجم صوت ذو معدل مزدوج) مثل  YM2149F.
وقد كانت له نتائج مماثلة للغاية لنتائج مولد الصوت [Texas Instruments SN76489] وكان في الأسواق لفترة مماثلة.
وبعد انفصال [General Instruments] عن شركة [Microchip Technology] في عام 1987، تم إنتاج الرقاقة لسنوات قليلة تحت العلامة التجارية لشركة [Microchip Technology] بدلاً منها.
ولم يعد يتم تصنيع هذه الرقاقات، إلا أنه لا يزال هناك مخزونًا في طريقه للانخفاض يمكن الحصول عليه لخدمة الآلات العتيقة. وقد تمت كتابة وصف [في إتش دي إل]، لاستخدام [مصفوفات البوابات المنطقية القابلة للبرمجة في الميدان] في تجديد [صندوق الألعاب] والآلات التي تم ذكرها أعلاه. وكود مصدر في إتش دي إل متوفر على الإنترنت، ويتوافق لكي يملئ حوالي 10% من لوحة شركة [Xilinx] وهي.XC2S300 FPGA

## الوصف
AY-3-8910 كان في البداية [كاشف التسلسل]، ومن خلال تركيبه في سلسلة من ستة عشر [مسجل 8 بت]. وتمت برمجة هذه السلسلة على ناقل 8 بت والذي تم استخدامه لكل من العنونة والبيانات من خلال تبديل أحد الأطراف الخارجية. فعل سبيل المثال، فدائرة التركيب النموذجي يمكن أن تضع الناقل في " وضع العناوين" من أجل اختيار مسجل، ثم التبديل إلي " وضع البيانات "وضع البيانات" من أجل وضع محتويات ذلك السجل. وقد تم تنفيذ هذا الناقل محليًا علو وحدة المعالجة المركزية الخاصة بشركة GI، إلا أنه كان يجب أن يتم تجديدها إلي الدائرة الرقمية [glue logic] أو بمساعدة محول واجهة إضافي مثل محول [MOS Technology 6522] عندما تم استخدام الرقاقة مع وحدة المعالجة المركزية للمعالج الدقيق الأكثر شيوعًا [MOS Technology 6502] أو المعالج الدقيق معالج زد 80.
وقد تحكمت ست سجلات في طبقات الصوت التي تم إنتاجها في القنوات الثلاثة الرئيسية. وطول الموجة المتولدة كان متوقفا عند سجلين 8 بت محددين في كل قناة، لكن القيمة كانت محددة عند 12 بت لأسباب أخرى، ليكون الإجمالي هو 4096 طبقة مختلفة. وهناك سجل آخر قد تحكم في فترة مولد ضوضاء عشوائية زائفة، بينما تحكم آخر في إدخال هذه الضوضاء إلي القنوات الرئيسية الثلاثة.
وتحكمت ثلاث سجلات إضافية في حجم صوت القنوات، وكذلك تشغيل وغلق عناصر تحكم المغلف الاختياري الموجودة فيها. وأخيرا، تحكمت السجلات الثلاثة الأخيرة في أوقات عنصر تحكم [مغلف ADSR ADSR envelope] عن طريق ضبط أطوال كل رحلة في الدورة. وعلى عكس معظم الأنظمة الأخرى، فمولد الصوت 8910 قد استخدم أوقات محددة لنمط الإبقاء والتحرير، والتجاوز القابل للتكرار والتلاشي. مثلا، يمكن للنظام أن يكرر دورة الإبقاء ثم الإطلاق للصوت مرات ومرات، أو بدلا من ذلك يحولها، فيبدأ بالمرتفع ثم ينخفض إلي مستوى الإبقاء بدون أي مرحلة لتجاوز الحد.
وعلى الرغم من وجود 16 سجل فقط، إلا أن البت الأكثر أهمية في الناقل 8 بت يجب أن تكون مضبوطة على ضبط المصنع وهي قيمة "0000" عند اختيار السجل. والضبط الخاطئ للبت الأكثر أهمية يتسبب في أن تتجاهل الرقاقة تغيير السجل. وقد أخذت شركة General Instruments أوامر من أجل تعديل البت الأكثر أهمية (ضبط المصنع غير قيمة "0000"). فالرقاقات المصنوعة على البت الأكثر أهمية للسجل الذي يمكن تعديله تتيح لنفس المعالج أن يتحكم في أكثر من رقاقة AY على نفس الناقل (مثل كارت الصوت Mockingbird). وهناك العديد من الرقاقات الجديدة- القديمة في السوق الثانوي لها ضبط مصنع بت الأكثر أهمية على غير قيمة "0000". والقيمة غير "0000" يمكن أن تسبب اضطرابات كبيرة بالنسبة للمصممين وفنيي التصليح. فيجب أن تتم كتابة البرامج لتحديد القيمة الصحيحة للبت الأكثر أهمية في أي رقاقة معينة. وكذلك، يجب تغيير البرنامج أو العتاد المضاف من أجل السماح باستخدام هذه الرقاقات المضبوطة على ضبط المصنع للبت الأكثر أهمية في مكان رقاقات ضبط "0000".

## الأشكال المختلفة

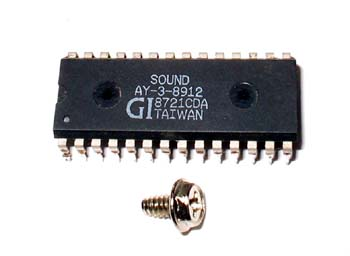
AY-3-8912 chip, 28-pin DIP package

The 8910 silicon chip was sold in three different packages.

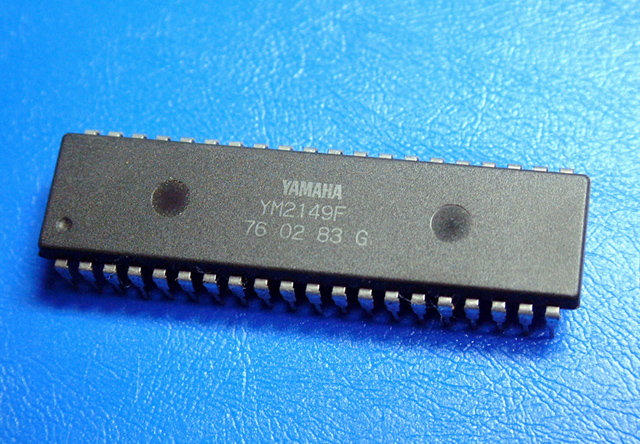
YM2149 chip, 40-pin DIP package

تم بيع رقاقة سليكون 8910 في ثلاث حزم مختلفة.
AY-3-8910 لها منفذي [إدخال/خراج] متوازيين 8 بت للغرض العام، A و B، وهذه موفرة في حزمة 40 طرف بنفس الاسم.
AY-3-8910 هي نفس الرقاقة في حزمة 28 طرف، مع منفذ B متوازي ليس متصلا بآي طرف. والحزم الأصغر توفر التكلفة ومكانا في اللوحة. وكان 8912 هو الشكل الأكثر استخداما.
AY-3-8910 هي نفس الرقاقة في حزمة 24 طرف، مع عدم اتصال كلا المنفذين المتوازيين. ولأن الاهتمام البسيط من المستخدمين فيها بسبب الخفض الصغير في عدد الأطراف، فنادرا ما قام المصممون باستخدام سجلات الإدخال/الإخراج لذا ابتكرت General Instrument هذا البديل الذي به 24 طرف وظيفي وأطلقته منذ حوالي 6 أشهر بعد رقاقة 8910 و 8912. وكان الهدف هو تقليل التعقيد بالنسبة للمصمم وتقليل المساحة على لوحة الدائرة الإلكترونية.
رقاقة شركة ياماها YM2149F "SSG" لها نفس الدبابيس مثل AY-3-8910 مع اختلاف بسيط وهو أن الطرف 26 يمكن أن يشطر الساعة الرئيسية إذا تم سحبه لأسفل. وإذا ترك بدون توصيل، كما هو الحال عند التبديل برقاقة AY-3-8910، فالسجل الداخلي يجذب الطرف لأعلى، وبالتالي لا يتم شطر الساعة الرئيسية.
شركة ياماها Y3439-F
شركة ياماها YMZ294 هو أحد الأشكال الأحدث لموديل YM2149، لكن في حزمة 18 طرف. وليس لها منافذ متوازية ومخرج صوت واحد فقط مع ثلاث قنوات مدموجة.
شركة ياماها YMZ284 هي شكل أصغر لموديل YM2149، في حزمة 16 طرف. وهي في الأساس YMZ294 بدون طرف الاختيار 4/8 ميجا هرتز وطرف الاختبار.
شركة ياماها YMZ285 له حزمة من 28 طرف وسمات بي سي إم داخلي. وليس له منافذ متوازية ومخرجين للصوت: مخرج للقنوات الثلاثة المدمجة لنظام مولد الصوت، والأخر لمخرج مولد الصوت.
AY-3-8914 له نفس الدبابيس وهو في نفس حزمة 40 طرف كما هو الحال مع AY-3-8910، ما عدا أن سجلات التحكم على الرقاقة يتم تناقلها، وربما يكون الإدخال المتوقع على طرف A9 مختلفا. وغير ذلك فهو نفس موديل AY-3-8910. وقد تم استخدامه على ألعاب ماتيل [Intellivision].
AY-3-8930، والمعروف أيضا AY8930، هو نسخة مدعومة لكنها متوافقة مع ما قبلها من نسخة Ay-3-8910. فتتغير وظيفة طرف BC2 (يتم تجاهلها ويفترض أنها 0 بغض النظر عن حالة الطرف)، وغير ذلك فالدبابيس هي نفسها في Ay-3-8910. وهذا الشكل للرقاقة يضيف عددا من التعزيزات، مثل المغلفات المنفصلة للقنوات الثلاثة (مقابل مغلف واحد مشترك)، ودورات تشغيل متغيرة، ومزيد من بت الدقة لملاحظة التكرار، والصوت، ومغلف التكرار، ومولد ضوضاء أكثر تنظيما. وقد تم استخدامه على كارت صوت [Covox] لجهاز حاسوب IBM. وقد استخدمته ألعاب قليلة واستغلت مزاياه التي تفوق سمات AY-3-8910. وربما تم إنتاج هذه الرقاقة فقط من خلال شركة [Microchip Technology].

## الاستخدامات
على الرغم من عدم تصميم الرقاقة للتعامل مع بيانات [تعديل موقع النبضات] الخام ([صوت رقمي])، إلا أنه يمكن محاكاة التأثير. فقد استخدمت الرقاقة وظيفة دمج OR لجمع الضوضاء والنغمة على قنواتها الثلاثة يمكن حثها لإنتاج موجة بمستوى صفر. ومن خلال تغيير حجم الصوت يمكن تعديل هذا المستوى إلي الشكل ألموجي. ومن الواضح أن هذا قد شمل استخدام لوحدة المعالجة المركزية أكثر من الرقاقات المصممة لهذا الغرض (مثل رقاقة [MOS Technology 8364 "Paula"] كما هو مستخدم في أميغا)، لكن ذلك كان أسلوبا مستخدما بشكل كبير على أنظمة أساسية مثل [Atari ST] وأقل استخداما مع أمستراد سي بي سي لتشغيل موسيقى عينة، وعلى حاسوب [ZX Spectrum] لتشغيل عينات صوتية قصيرة، في بعض الألعاب.
وفعل نفس الشيء في أوقات أقل في الثانية (في ترتيب مائة كل ثانية) يمكن أن يبدل وظيفية الغلاف المحدودة (أي غلاف يمكن أن تفكر فيه) وأخيرا وليس أخرا يعمل مع كل من القنوات الثلاثة على حدة. وهذا يأخذ طاقة وحدة معالجة مركزية يمكن إهمالها (بشرط أن يكون هناك مقاطعة للمؤقت أو مقاطعة راسية فارغة) ويمكن استخدامها مع الألعاب.
وفي المقابل، يمكن ضبط وظيفية الغلاف غير المستخدمة الآن على تردد مرتفع، مولدة شكل موجي ليس مثل الموجة المربعة المعتادة. والتحبيب الذي به يمكن ضبط الترددات المرتفعة هو على أية حال منخفض، وبالتالي فالموسيقى المؤلفة للرقاقة بشكل عام تستخدم هذا الأسلوب فقط للصوت الجهوري.
وهناك طريقة أخرى وهي ضبط إخراج القناة على متوقف مرتفع، ثم استخدام ضب ط الصوت مثل مبدل رقمي تمثيلي لوغاريتم 4 بت. ومع هذا، فقد أدى ذلك إلي جودة رديئة للصوت، لأنه كان لديه 16 مستوى إخراج فقط وهذه كانت مجالا متسعا من ناحية اللوغاريتم.
وكانت هناك طريقة أكثر تعقيدا وهي استخدام كل القنوات الثلاثة متصلة معا، واستغلال لاخطية الدمج من أجل إنتاج العديد من مستويات الإخراج المتوسطة. وبعد نمذجة لاخطية القنوات الثلاثة، اضطر المطورون إلي إيجاد قيم مناسبة من خلال البحث المضني. وبعد ذلك، أنتجوا جدول استرداد 3×4 8 بت. وهذا قد أتاح تشغيل عينات صوتية 8 بت بشكل جيد، على الرغم من أنها لم تكن مثل محول D/A الحقيقي 8 بت. ومشكلة هذا الأسلوب هي أن المشغل لا يستطيع تغيير حجم صوت القنوات الثلاثة في عملية واحدة. وينطوي هذا على مستويات إخراج غير مرغوب فيها بين العينيتين المتتابعتين.
وفي عام 2006، ابتكر اثنان من مطوري صخر (شركة) جهاز تشفير متقدم والذي يحول ملف الموجة إلي انتقالات مثالية لقنوات PSG باستخدام [خوارزمية Viterbi]. وقد قاموا بتشغيل ملف موجة 44.1 ك هرتز على جهاز صخر عمره 23 عاما مع نسبة الإشارة إلي الضوضاء أعلى من محول رقمي 8 بت. وخوارزمية Viterbi تعتمد بشكل أكبر على وحدة المعالجة المركزية حتى على الرغم من إمكانية استخدام هذه الطريقة بالفعل في الثمانينات، لكن لم تكن هناك حواسب قوية بدرجة كافية للقيام بالتحليل المطلوب.
؛المقال الرئيسي: [Chiptune] رقاقة الموسيقى
لقد تم استخدام رقاقة AY من خلال عدد من المجموعات، مثل مجموعة AY Riders (انظر الرابط أدناه). وبعض أعمال تلك المجموعات هي بأسلوب موسيقى ألعاب الحاسب الآلي من زمن، بينما أخرى هي موسيقى فنية خاصة بهم.
تم ابتكار بعض البرامج بشكل محدد من أجل كتابة موسيقى رقاقة AY، مثل برنامج [Vortex Tracker].

## الرقاقات المرتبطة
استخدمت شركة ياماها ذاكرة YM2149F لإنتاج سلسلة كاملة من رقاقات الموسيقى التي تم استخدامها في الهواتف المحمولة، والحواسب المنزلية، ونظم ألعاب الفيديو المنزلية، الخ. مثلا، ياماها [YM-2203] (والمعروف أيضا باسم OPN) هو YM2149F بالإضافة إلي [FM]. وكذلك فهو أكثر تقدما مما بعدها: [YM-2608] (والمعروف باسم OPNA) والذي احتفظ بكل السمات السابقة وأضاف إليها، [YM-2612] (والمعروف باسم OPN2) والذي كان فرعا من YM2608 وأزال العديد من السمات بما في ذلك منافذ الإدخال/الإخراج لقنوات صوت YM2149، و[YM-2610] (OPNB) والذي أضاف سمات أخرى واستبقى على صوت YM2149F لكن ليس منافذ الإدخال/الإخراج.

## وصلات خارجية
- AY-3-8914, AY-3-8916 and AY-3-8917
- AY Music and Audio على مشروع الدليل المفتوح
- ST SOUND, Hearing the AY-3-8910 chip
- AY-3-8910, AY-3-8912 and YM2149 Homepage (AY chip emulator for Win32, big archive of AY music
- Some VHDL implementations of Arcade Machines in FPGA
- Documentations for Amstrad CPC including AY Datasheets
- AY-Riders AY-Riders